# Kitscoty
Kitscoty es un pueblo canadiense situado en la provincia de Alberta.

## Superficie
Kitscoty tiene una superficie de 1,51 km².

## Demografía
En 2021, tenía 852 habitantes, una densidad poblacional de 564,3 hab./km², y 335 viviendas.